# 大矢梨華子&高見奈央の2人で乗り込み隊!乗っ取り隊!
大矢梨華子&高見奈央の2人で乗り込み隊!乗っ取り隊!（おおやりかことたかみなおのふたりでのりこみたいのっとりたい）は、2013年5月16日から2014年6月16日までアイドル専門チャンネルPigooで放送されていたバラエティ番組。

## 概要
ベイビーレイズのメンバーである大矢梨華子と高見奈央がグループの知名度および人気の向上を目指しさまざまな与えられたテーマに挑戦する番組。

## 出演者
- 大矢梨華子（ベイビーレイズ）
- 高見奈央（ベイビーレイズ）

## 放送日程
月に1回の放送。
| 回 | 放送日     | 概要                                                      | 備考                                      |
| -- | ---------- | --------------------------------------------------------- | ----------------------------------------- |
| 1  | 2013年5月  | ラーメンを食べる                                          |                                           |
| 2  | 2013年6月  | ゲリラライブの許可を取る（沖縄タウン 杉並和泉明店街）     |                                           |
| 3  | 2013年7月  | ゲリラライブ                                              | ベイビーレイズのメンバー5名全員でのライブ |
| 4  | 2013年8月  | 東武動物公園の動物を虎ガーに                              |                                           |
| 5  | 2013年9月  | 学校で習った事クイズ                                      |                                           |
| 6  | 2013年10月 | ご当地クイズ                                              | 高見奈央欠席、代理で渡邊璃生が出演        |
| 7  | 2013年11月 | 居酒屋でアルバイト体験                                    |                                           |
| 8  | 2013年12月 | 忘年会（アメ横で買出し、闇鍋作り）                        |                                           |
| 9  | 2014年1月  | 書き初め、面白い顔の写真撮影対決                          |                                           |
| 10 | 2014年2月  | バレンタインチョコ作り、愛の告白対決                      |                                           |
| 11 | 2014年3月  | オリジナルの必殺技を考えよう 武器屋で武器をつかった必殺技 |                                           |
| 12 | 2014年4月  | お花見気分を味わおう                                      |                                           |
| 13 | 2014年5月  | 女子力対決                                                |                                           |
| 14 | 2014年6月  | 番組存続をかけてのチャレンジ                              |                                           |